# Лапін Ігор Олександрович
І́гор Олекса́ндрович Ла́пін (28 травня 1969, смт. Іваничі, Волинської обл., УРСР, СРСР) — український юрист, депутат Верховної Ради України VIII скликання, військовик у відставці. В період війни на сході України командував 2-ю штурмовою ротою «Захід» 24-го батальйону територіальної оборони «Айдар» ЗСУ, сформованої переважно з добровольців Волині. До війни працював адвокатом, був членом кваліфікаційно-дисциплінарної комісії адвокатури Волинської області.
Капiтан ЗСУ. 

## Життєпис
Народився 28 травня 1969 року в смт Іваничі, Волинської області (УРСР). У 1986 році закінчив середню школу № 1 м. Ковель. У тому ж році вступив на історичний факультет Луцького педінституту, провчившись рік, пішов служити в армію.
1988—1992 роки — Курганське вище військово-політичне авіаційне училище (КВВПАУ), офіцер з вищою військовою спеціальністю «соціальний педагог», отримав диплом з відзнакою.
У 1992 році склав Військову присягу на вірність народові України.
1992—1996 р. — проходив військову службу у складі аеродромної експлуатаційної роти військового аеродрому (в/ч 42198, м. Луцьк), був заступником командира аеродромної експлуатаційної роти. Отримав військове звання «старший лейтенант». Звільнився в запас «за станом здоров'я».
1993—1997 рр. навчався у Львівському державному університеті ім. Івана Франка  (спеціальність — правознавство, отримав кваліфікацію — юрист).
1997—2014 рр. працював адвокатом Волинської обласної колегії адвокатів, член кваліфікаційно-дисциплінарної комісії адвокатури Волинської області.
З грудня 2013 року брав активну участь у Революції Гідності, був рядовим бійцем 12 сотні Самооборони Майдану.
У червні 2014 р. — прийнятий на службу до ЗС України (доброволець).
2017 р. — отримав звання капітан.

### Російсько-українська війна
З червня 2014 р. — учасник АТО, обраний бійцями командиром 2-ї штурмової роти «Захід» 24-го батальйону територіальної оборони «Айдар» (в/ч ПП В 0624), який підпорядкований ЗСУ. Більш відомий під псевдонімом «Зола», у зв'язку із цим, надалі, роту називали «золушки».
За час проведення АТО відзначився як професійний та відповідальний командир. Користується авторитетом у своїх бійців. Під його керівництвом було звільнено 8 населених пунктів в Луганській області, зокрема Щастя, Георгіївка, Лутугине, Успенка, Новосвітлівка та Хрящувате, та інші стратегічно важливі об'єкти.
Штурмовий підрозділ «Золи» брав участь у звільненні Красного Яру, а під час операції зі звільнення Вергунського роз'їзду біля Луганська знищив бійців групи спецпідрозділу по боротьбі з тероризмом РФ «Гюрза» та частину групи підрозділу «Бетмена».
Операція зі звільнення населеного пункту Георгіївка, під керівництвом «Золи» відзначається, як прорив блокади Луганського аеропорту.
Після бою за Хрящувате перебував на лікуванні у військовому госпіталі. Потім повернувся в зону проведення АТО, перебував на Луганській ТЕЦ, брав участь в обороні Щастя.
Після обрання народним депутатом України неодноразово відвідував зону АТО допомагав бійцям, передавав навички та досвід ведення військових операцій.
Капітан Ігор Лапін був на передовій війни з початку повномасштабного російського вторгнення в Україну, брав участь у бойових діях поблизу Гостомельського аеропорту та м. Ірпеня Київської області. Також  Лапін та координатори РОК (Рух опору капітуляції) сформували добровольчий батальйон «Вільна Україна», який відіграв важливу роль у захисті Києва. 
У березні 2022 року Ігор Лапін був призначений командиром батальйону спеціального призначення Першої окремої бригади спеціального призначення імені Івана Богуна.
На знак визнання його видатних заслуг та відданості Збройним Силам України 6 травня 2022 року Ігорю Лапіну присвоєно військове звання майора. 
Батальйон спеціального призначення під керівництвом майора Ігоря Лапіна відіграв важливу роль у бойових діях на сході України. Батальйон брав участь в обороні міста Попасна та ряду населених пунктів, зокрема Троїцького, Ротів, Воздвиженки, Криничного поблизу міста Бахмут. Ігор Лапін отримав важке поранення під час бою восени 2022 року і згодом був звільнений зі Збройних сил України.

## Громадська та політична діяльність
У 2010 році Лапін балотувався на посаду Ковельського міського голови за підтримки «Селянської партії».
З грудня 2013 року перебував на Майдані, був активним учасником революційних подій зими 2013—2014 року, був членом Громадського формування із охорони громадського порядку «Самооборона».
З 14 серпня 2014 року — член Військової Ради Політичної Партії «Народний фронт».
На жовтневих парламентських позачергових виборах у 2014 році балотувався у Верховну Раду України за підтримки «Народного фронту» по одномандатному мажоритарному округу № 22 м. Луцьк.
Безпартійний. Член фракції «Народний Фронт». Член Комітету Верховної Ради України з питань правової політики та правосуддя. Перший заступник голови Спеціальної контрольної комісії Верховної Ради України з питань приватизації.
Виступає за патріотичне та військове виховання, за створення територіальних оборонних загонів і резервної армії. Відстоює інтереси держави в питаннях приватизації ключових об'єктів. Виступає за визнання Росії державою-агресором та факту війни на території України.
Співавтор таких законопроєктів як: «Про денонсацію Договору між Україною та Російською Федерацією про співробітництво у використанні Азовського моря і Керченської протоки», «Про денонсацію Угоди між Кабінетом Міністрів України та Урядом Російської Федерації про порядок перетинання українсько-російського державного кордону жителями прикордонних регіонів України та Російської Федерації», «Про внесення змін до Закону України „Про забезпечення прав і свобод громадян та правовий режим на тимчасово окупованій території України“ щодо удосконалення законодавства про тимчасово окуповані території», «Про територіальну оборону України», «Про припинення дипломатичних відносин з Російською Федерацією», тощо.

## Оцінки
За даними аналітиків ІА "Слово і діло" станом на січень 2019 року, за час перебування на посаді народного депутата VIII скликання ВРУ Ігор Лапін зміг виконати 44 % своїх обіцянок (12), а 6 провалив. До провалених обіцянок належать: голосувати за відставку генерального прокурора Віталія Яреми, не голосувати за незбалансований держбюджет, голосувати за зняття недоторканності з будь-якого депутата (не голосував за Дмитра Колєснікова).

## Нагороди
- Орден Богдана Хмельницького III ступеня (26 грудня 2014) — за особисту мужність і героїзм, виявлені у захисті державного суверенітету та територіальної цілісності України, вірність військовій присязі[9].
- Відзнака Президента України — ювілейна медаль «25 років незалежності України» (2016)[10].
- Відзнака Головного управління розвідки Міністерства оборони України «За сприяння воєнній розвідці України» І ступеня.
- Відзнака Головного управління розвідки Міністерства оборони України «За сприяння воєнній розвідці України» ІІ ступеня.
- Відзнака Головного управління розвідки Міністерства оборони України «Євген Березняк».
- Нагороджений вогнепальною зброєю від Міністра внутрішніх справ України.